# Le Temple de l'éléphant blanc
Pour plus de détails, voir Fiche technique et Distribution.
Le Temple de l'éléphant blanc (Sandok, il Maciste della giungla) est un film italo-français réalisé par Umberto Lenzi, sorti en 1964.

## Synopsis
Les fanatiques de l'éléphant blanc enlèvent la fille du ministre Patterson. Au même moment, une réception est organisée pour le Maharadjah.

## Fiche technique
- Titre original : Sandok, il Maciste della giungla
- Titre français : Le Temple de l'éléphant blanc
- Réalisation : Umberto Lenzi
- Scénario : Fulvio Gicca Palli et Umberto Lenzi
- Décors : Arrigo Equini
- Photographie : Angelo Lotti
- Montage : Jolanda Benvenuti
- Musique : Georges Garvarentz
- Production : Solly V. Bianco
- Sociétés de production : Filmes (Italie), Capitole Films (France)
- Société de distribution : CCFC (Compagnie commerciale française cinématographique)
- Pays d'origine : Italie, France
- Langue originale : italien
- Format : 35 mm — couleur (Technicolor) — 2.35:1 (Techniscope) — monophonique
- Genre : aventure, drame
- Durée : 85 minutes
- Dates de sortie :
  -  Italie : 28 mars 1964
  -  France : 16 septembre 1964

## Distribution
- Sean Flynn (VF : Pierre Vaneck) : Dick Ramsey
- Alessandra Panaro  (VF : Arlette Thomas) : Cynthia Montague
- Marie Versini  (VF : elle-même) : Princesse Dhara
- Mimmo Palmara (VF : Raymond Loyer) : Parvati Sandok
- Arturo Dominici : le maharadja
- Giacomo Rossi-Stuart : Reginald Milliner
- Alejandro Barrera Dakar (VF : Georges Aminel) : Coukor
- Giorgio Cerioni (VF : Hubert Noël) : John Willoughby
- Andrea Bosic (VF : Jean-Henri Chambois) : Sir Robert Morton
- Giovanni Cianfriglia : Krichna,le guide
- Sal Borgese : membre de la secte
- Seyna Seyn  : Sara, prêtresse de l’éléphant blanc
- Jacques Herlin : officier anglais
- Roddy B.Rajapa : Prince Baran
- Enzo Fiermonte  : sergent
- Nello Pazzafini : membre de la secte
- Nando Angelini  : officier anglais
- Fortunato Arena  : membre de la secte